# Eilenriedestadion
Het Eilenriedestadion is een multifunctioneel stadion in Hannover, een stad in Duitsland. In het stadion is plaats voor 2500 toeschouwers. Bij de opening van het stadion konden er meer toeschouwers in.

## Historie
Het stadion werd geopend in 1921 en heette toen Stadion der Stadt Hannover, later veranderd in Hindenburg-Kampfbahn en tussen 2016 en 2017 96 – Das Stadion. Het stadion wordt vooral gebruikt voor voetbalwedstrijden, de voetbalclub Hannover 96 maakte gebruik van dit stadion. Kort na de opening verhuisde Hannover 96 van Stadion Radrennbahn naar dit stadion en bleef hier tot 1959.

## Interlands
| Voetbalinterlands | Voetbalinterlands | Voetbalinterlands      | Voetbalinterlands | Voetbalinterlands | Voetbalinterlands |
| №                 | Datum             | Wedstrijd              | Uitslag           | Competitie        | Toeschouwers      |
| ----------------- | ----------------- | ---------------------- | ----------------- | ----------------- | ----------------- |
| 1                 | 27 september 1931 | Duitsland – Denemarken | 4–2               | vriendschappelijk | 30.000            |
| 2                 | 25 april 1937     | Duitsland – België     | 1–0               | vriendschappelijk | 60.000            |

Allianz Arena (FC Bayern München) ·
BayArena (Bayer Leverkusen) ·
Borussia-Park (Borussia Mönchengladbach) ·
Deutsche Bank Park (Eintracht Frankfurt) ·
Europa-Park Stadion (SC Freiburg) ·
Mewa Arena (1. FSV Mainz 05) ·
MHPArena (VfB Stuttgart) ·
Millerntor-Stadion (FC St. Pauli) ·
Red Bull Arena (Leipzig) (RB Leipzig) ·
RheinEnergieStadion (1. FC Köln) ·
Rhein-Neckar-Arena (TSG 1899 Hoffenheim) ·
Signal Iduna Park (Borussia Dortmund) ·
Alte Försterei (1. FC Union Berlin) ·
Volksparkstadion (HSV) ·
Volkswagen-Arena (VfL Wolfsburg) ·
Voith-Arena (1. FC Heidenheim 1846) ·
Weserstadion (Werder Bremen) ·
WWK ARENA (FC Augsburg)
DDV-Stadion (Dynamo Dresden) ·
Eintracht-Stadion (Eintracht Braunschweig) ·
Fritz-Walter-Stadion (1. FC Kaiserslautern) ·
Heinz-von-Heiden-Arena (Hannover 96) ·
Holstein-Stadion (Holstein Kiel) ·
Home Deluxe Arena (SC Paderborn 07) ·
Max-Morlock-Stadion (1. FC Nürnberg) ·
MDCC-Arena (1. FC Magdeburg) ·
Merkur Spiel-Arena (Fortuna Düsseldorf) ·
Olympiastadion (Hertha BSC) ·
Preußenstadion (SC Preußen Münster) ·
SchücoArena (DSC Arminia Bielefeld) ·
Sportpark Ronhof (SpVgg Greuther Fürth) ·
Stadion am Böllenfalltor (SV Darmstadt 98) ·
Ursapharm-Arena an der Kaiserlinde (SV Elversberg) ·
Veltins-Arena (Schalke 04) ·
Vonovia Ruhrstadion (VfL Bochum) ·
Wildparkstadion (Karlsruher SC)
Audi-Sportpark (FC Ingolstadt 04) ·
Brita-Arena (SV Wehen Wiesbaden) ·
Carl-Benz-Stadion (SV Waldhof Mannheim) ·
Dietmar-Hopp-Stadion (TSG 1899 Hoffenheim II) ·
Donaustadion (SSV Ulm 1846) ·
Eilenriedestadion (TSV Havelse) ·
Erzgebirgsstadion (FC Erzgebirge Aue) ·
Jahnstadion Regensburg (Jahn Regensburg) ·
LEAG Energie Stadion (Energie Cottbus) ·
Ludwigsparkstadion (1. FC Saarbrücken) ·
Ostseestadion (Hansa Rostock) ·
Sachs-Stadion (1. FC Schweinfurt 05) ·
Schauinsland-Reisen-Arena (MSV Duisburg) ·
Sportclub Arena (SC Verl) ·
Sportpark Höhenberg (FC Viktoria Köln 1904) ·
Sportpark Unterhaching (SpVgg Unterhaching) ·
Stadion an der Bremer Brücke (VfL Osnabrück) ·
Stadion an der Hafenstraße (Rot-Weiss Essen) ·
Städtisches Stadion an der Grünwalder Straße (TSV 1860 München) ·
Tivoli (Alemannia Aachen) ·
WIRmachenDRUCK Arena (VfB Stuttgart II)